# Turdus xanthorhynchus
Espèce
Statut de conservation UICN

 CR B1ab(ii,iii,v); C2a(ii) : 
En danger critique
Turdus xanthorhynchus est une espèce de passereaux de la famille des Turdidae.

## Distribution
Cette espèce est endémique de Sao Tomé à Sao Tomé-et-Principe.

## Systématique et taxinomie
Cette espèce a été considérée comme une sous-espèce du Merle de Sao Tomé.